# St Saviour's
St Saviour's (fr. Saint-Sauveur) – miasto na wyspie Guernsey (Wyspy Normandzkie), w terytorium o tej samej nazwie; 2 900 mieszkańców (2006). Przemysł spożywczy. Znajduje się tu neolityczny grobowiec korytarzowy Le Trépied.